# Stazione di Wakae-Iwata
La stazione di Wakae-Iwata (若江岩田駅?, Wakae-Iwata-eki) è una stazione ferroviaria situata nella città di Higashiōsaka, nella prefettura di Osaka, in Giappone, appartenente alla linea Nara delle Ferrovie Kintetsu.

## Linee
Ferrovie Kintetsu
● Linea Kintetsu Nara

## Aspetto
La stazione, originariamente in superficie, conserva un binario al livello del terreno in direzione Nara, ed è in viadotto in direzione Osaka. Ciascun binario è dotato di un marciapiede laterale.
| 1 | ■ Linea Kintetsu Nara | per Higashi-Hanazono, Ikoma, Yamato-Saidaiji, Kintetsu Nara e Tenri           |
| 2 | ■ Linea Kintetsu Nara | per Tsuruhashi, Ōsaka Uehommachi, Ōsaka Namba, Amagasaki, Kōshien e Sannomiya |

## Stazioni adiacenti
| «                                 | Servizio            | »                   |
| Linea Kintetsu Nara               | Linea Kintetsu Nara | Linea Kintetsu Nara |
| --------------------------------- | ------------------- | ------------------- |
| Yaenosato                         | Locale              | Kawachi-Hanazono    |
| Tutti gli altri treni non fermano |                     |                     |